# Hôtel de Culembourg

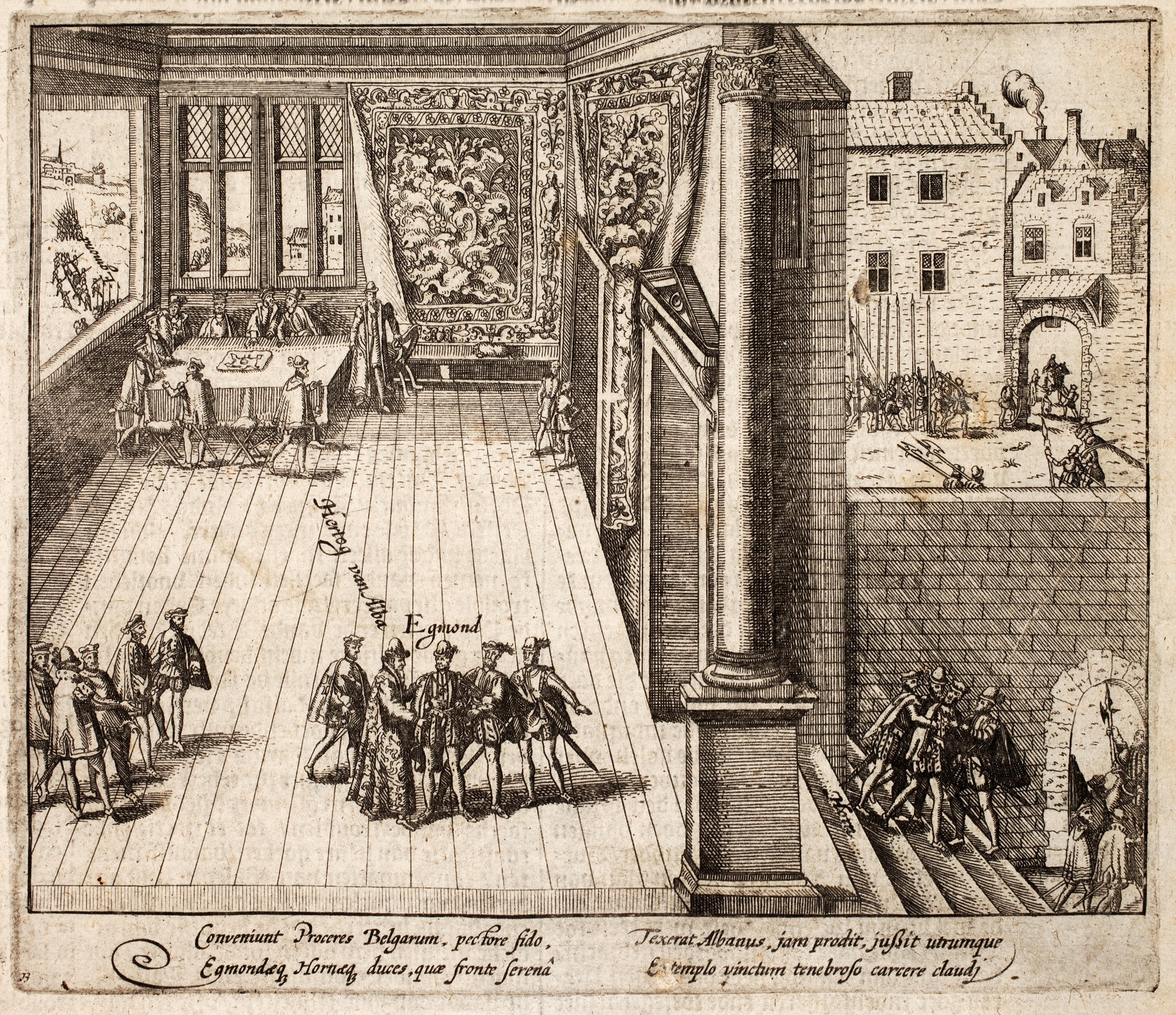
Scènes d'Alva (Fernando Álvarez de Toledo, 3e duc d'Albe) arrêtant les comtes d'Egmont (Lamoral, comte d'Egmont) et de Hornes (Philippe de Montmorency, comte de Hornes) à Bruxelles, le 10 septembre 1567, après les avoir invités à discuter de questions autour d'un repas.

L'Hôtel de Culembourg était un hôtel seigneurial, démoli au XVIe siècle, situé dans l'actuelle rue des Petits Carmes dans le quartier du Sablon à Bruxelles.

## Historique
Au XVIe siècle, l'Hôtel de Culembourg est la résidence bruxelloise de la famille de Culembourg. Il y fut donné, le 5 avril 1566, un banquet resté fameux et qui a valu à ce palais sa réputation dans l'histoire de Belgique. C'est le « Banquet des Gueux », ainsi nommé par ses participants parce qu'ils voulaient transformer en titre de gloire le qualificatif que leur avait adressé un conseiller de la gouvernante Marguerite de Parme, représentante du roi d'Espagne Philippe II, souverain par héritage de son père Charles Quint des Pays-Bas des Habsbourg. Traités de « gueux » (Geuzen) pour avoir présenté à la gouvernante une pétition signée par quatre-cents membres de la noblesse contre la politique autoritaire du roi à l'encontre des libertés issues des vieilles chartes, les pétitionnaires s'élevaient aussi contre la répression impitoyable du protestantisme.
Devant l'intransigeance royale, les participants du banquet s'engagèrent alors dans une lutte ouverte contre l'Espagne sous la direction de Guillaume le Taciturne, la révolte des Gueux. Une sévère répression s'abattit sur les rebelles. Les comtes d'Egmont et de Hornes furent décapités sur la Grand-Place de Bruxelles, et l'hôtel de Culembourg fut rasé par les Espagnols le 28 mai 1568. En 1569, ils érigèrent une colonne expiatoire sur son emplacement.
À l'emplacement de l'hôtel disparu on construisit par la suite une prison, et enfin la caserne des grenadiers de l'armée belge. Ce qui subsiste de cette dernière se trouve au voisinage du palais d'Egmont, siège du Ministère belge des Affaires étrangères. En 1881 le conseil communal de Bruxelles fit apposer sur la façade de la caserne une plaque rappelant le Banquet des Gueux.